# 루벤스 튜브

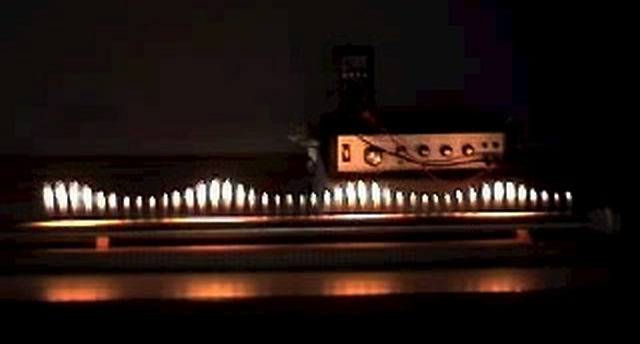
루벤스 튜브 실험

루벤스 튜브 (Rubens' Tube)는 정상파를 보여주는 물리학적 실험 장치인데, 이것은 음파와 공기압 사이의 관계를 보여준다.
루벤스 튜브는 한쪽이 작은 스피커나 진동 발생 장치가 연결되어 있고, 다른 한쪽은 인화성 가스 공급 장치가 연결되어 있고, 이 사이에 일렬로 뚫어서 인화성 가스가 나오는 구멍들이 있다.
하인리히 루벤스(Heinrich Rubens)는 1904년 4미터 길이의 튜브에 2센티미터 간격으로 200개의 작은 구멍들을 뚫고 인화성 가스를 채웠다. 그는 가스에 불을 붙이면 음파가 가해지지 않았을 때 모든 불길들이 거의 같은 높이였지만 튜브의 한쪽에서 음파를 가하면 음파의 파장에 대응하는 정상파가 생기는 것을 확인하였다.
루벤스 튜브에 일정한 진동수의 음파를 사용하면 정상파가 튜브 안에 생긴다. 이 정상파는 튜브 안에서 높고 낮은 압력을 형성한다. 높은 압력이 가해지는 구멍에서는 많은 가스가 나와 높은 불길이 형성되고, 낮은 압력이 가해지는 구멍에서는 적은 가스가 나와 낮은 불길이 형성된다. 이로부터 음파의 대략적인 파장을 측정할 수 있다.